# وایرانو پاتنورا
وایرانو پاتنورا (به ایتالیایی: Vairano Patenora) یک کومونه در ایتالیا است که در استان کسرتا واقع شده‌است. وایرانو پاتنورا ۴۳٫۷ کیلومتر مربع مساحت و ۶٬۵۹۴ نفر جمعیت دارد و ۱۶۸ متر بالاتر از سطح دریا واقع شده‌است.